# Oloncho
Oloncho (Russisch: Олонхо, Jakoets: Олоҥхо, Olongcho) is een heroïsch epische dichtvorm van de Jakoeten. Oloncho is in 2005 opgenomen op de Lijst van Meesterwerken van het Orale en Immateriële Erfgoed van de Mensheid.
Oloncho is een van de oudste epische kunsten van de Turkstalige volkeren. De term Oloncho heeft betrekking op de gehele Sacha epische traditie, evenals haar centrale epos. Het wordt nog altijd uitgevoerd in de Republiek Sacha, gelegen in het uiterste oosten van de Russische Federatie. De poëtische verhalen, die variëren van 10.000 tot 20.000 strofen (of meer) in lengte, worden uitgevoerd door de Oloncho zanger en verhalen-verteller. De langste Olonchos worden gezongen tijdens maximaal zeven nachten. "Njoergoen Bootoer de snelle", de meest bekende Oloncho, bestaat uit meer dan 36.000 verzen.
De poëtische verhalen worden verricht in twee delen opgevoerd: een deel gezongen in versvorm plaatsvervangers met de prozaïsche deel samengesteld uit recitatieven. Naast goede acteer en zangvaardigheden, moet de verteller een specialist zijn in welsprekendheid en poëtische improvisatie. Het epos bestaat uit vele legendes over oude krijgers, goden, geesten en dieren, maar ook hedendaagse gebeurtenissen, zoals de desintegratie van nomadische samenleving.
Gezien het feit dat elke gemeenschap haar eigen verteller met een rijk repertoire bezit, zijn vele versies van Oloncho verspreid. De traditie werd ontwikkeld binnen het gezin voor vermaak en als een middel van onderwijs. Het bevat Jakoet-overtuigingen, maar getuigt ook van de manier van leven van een kleine natie (vechtend om te overleven in tijden van politieke onrust en onder moeilijke klimatologische en geografische omstandigheden).
De politieke en technologische veranderingen in het Rusland van de twintigste eeuw hebben het bestaan van de epische traditie in de Republiek Sacha verandert. Hoewel er sprake is van een groeiende interesse in Oloncho sinds het perestrojka-jaar, wordt de traditie bedreigd door het zeer lage aantal beoefenaars.
- Gemeinsame Normdatei: 4494301-5
- Virtual International Authority File: 193685818